# Lindhammarsmyr
Lindhammarsmyr ist ein Moor, ein Naturreservat und ein Natura-2000-Gebiet auf der schwedischen Insel Gotland.

## Lage
Lindhammarsmyr liegt in den Kirchspielen (schwedisch socken) Butle und Vänge, 29 km südöstlich von Visby, elf km südlich von Roma, 14 km nordwestlich von Ljugarn, 20 km östlich von Klintehamn und 23 km nördlich von Hemse.

## Natur
Lindhammarsmyr ist mit seiner Ausdehnung von 110 ha das zweitgrößte erhalten Moor auf Gotland.
In dem Moor brüten Kraniche und eine spezielle Unterart der Ringelnatter, genannt Gotlandsnok, kommt hier vor.
Die Berg-Segge ist in den umliegenden Wäldern häufig anzutreffen, wovon der unter Naturschutz stehende Gelbringfalter profitiert.
Die Vegetation wird ansonsten von Steife Segge, Faden-Segge und Binsenschneide dominiert.
Draußen im Moor tritt Wasser an der Oberfläche zum Vorschein.
Sumpf-Läusekraut wächst zwischen Binsenschneide und zwischen Seggensoden kommen Fieberklee, Mittlerer Wasserschlauch und Gewöhnlicher Wasserschlauch vor.
An den Rändern des Moors dominiert Gagelstrauch mit Vorkommen von Blaues Pfeifengras, Hirse-Segge, Bunter Schachtelhalm, Echtes Mädesüß, Blutwurz, Saum-Segge, Schmalblättriges Wollgras und Breitblättriges Wollgras.
In den südlichen Teilen des Moors bildet sich ein nährstoffreiches Niedermoor (schwedisch rikkärr).
Dort wächst Rostrotes Kopfried.
An den Rändern des Moors gibt es eine Baumvegetation.  Dort kommen auch Zweihäusige Segge und Floh-Segge vor.
In den südwestlichen Teilen kann man sogar Sumpf-Herzblatt, Mehlprimel, Gemeines Fettkraut, Gewöhnliche Simsenlilie, Fleischfarbenes Knabenkraut (schwedisch blodnycklar), Traunsteiners Knabenkraut, Mücken-Händelwurz und reichlich Sumpf-Schachtelhalm finden.
Im rikkärr südöstlich der Ausläufer des Moors nach Nordosten befinden sich die gleichen Orchideen wie im restlichen Moor und zusätzlich Fliegen-Ragwurz.
Bei den Traunsteiners Knabenkraut kommt eine seltene weißblütige Form vor.
Im Nordosten befindet sich auch ein Gebiet mit flachen Kalkfelsen und in den feuchten Ritzen (schwedisch hällkar) kommt Gewöhnlicher Wassernabel, Knoblauch-Gamander, Wiesen-Flockenblume und Schnittlauch (schwedisch alvargräslök) vor.

## Grabfeld Disrojr
Im nordöstlichen Teil des Naturreservats findet sich das Grabfeld Disrojr, wo 
Svartoxbär (cotoneaster niger Fr., schwedisch svartoxbär),
Mauerraute und Brauner Streifenfarn (schwedisch kalksvartbräken) vorkommen.